# Policna (Creta)
Policna (en griego, Πολίχνη) es el nombre de una antigua ciudad griega de Creta.
Los policnitas son mencionados por Tucídides, que señala que vivían en las proximidades de Cidonia. En el año 429 a. C. un próxeno de Gortina en Atenas llamado Nicias convenció a los atenienses para que enviaran veinte naves a Creta. Una vez allí, con ayuda de los policnitas, arrasaron el territorio de Cidonia. Por otra parte, era citada también por Heródoto, que dice que, junto a Preso, no participó en la expedición que enviaron los cretenses contra Cámico, en Sicilia, para vengar la muerte de Minos.
Se ha sugerido que podría haber estado situada en el lugar donde hay unos restos próximos a la población actual de Vrises o cerca de Meskla. Se conservan monedas  de bronce donde figura la inscripción «ΠΟ».